# سارکیس سوقانالیان
سارکیس گارابت سوقانالیان (ارمنی: Սարգիս Սողանալեան؛۶ فوریه ۱۹۲۹ در اسکندرون–۵ اکتبر ۲۰۱۱)، مشهور به تاجر مرگ که به عنوان بزرگترین تاجر اسلحه در جنگ سرد مشهور شد و در طول دهه ۱۹۸۰ طی جنگ ایران و عراق یکی از تأمین کنندگان سلاح گرم و جنگ‌افزار برای رژیم سابق بعث بود که ارزش معاملات وی به حدود ۱٫۶ میلیارد دلار می‌رسید.

## زندگی‌نامه
او در یک خانواده ارمنی در اسکندرون که در آن زمان در منطقه سوریه تحت قیومیت فرانسه بود متولد شد (که اکنون بخشی از ترکیه است). در اواخر ۱۹۳۹ خانواده او برای دور شدن از آزار و اذیت ترک‌ها به لبنان رفتند و او به دلیل فقر خانواده دبیرستان را رها کرده و به ارتش فرانسه پیوست و در یک لشکر تانک مشغول به خدمت شد و تجربه او در نظام او را به دنیای اسلحه و کشاند و زندگی او را تغییر داد.

## کمک‌های انسان‌دوستانه
سوقانالیان در سال ۱۹۸۸ در پی زمین‌لرزه ویرانگر در اسپیتاک ارمنستان، با استفاده از امکانات ترابری خود کمک‌های فراوانی را به این منطقه فرستاد. جورج بوش پدر از او به خاطر «تقویت روابط برای وحدت بشریت» قدردانی کرد.

## روابط
روابط سوقانالیان با آژانس اطلاعات مرکزی (سیا) و اف‌بی‌آی از جمله اجاره دادن هواپیما به سیا و نیز کمک برای مذاکره در آزادسازی گروگان آمریکای تری اندرسون در لبنان در منابع خبری معتبر مطرح شده‌اند، همچنین کمک وی به فردیناند مارکوس در کودتای نظامی ۱۹۸۷ فیلیپین.

### افتضاح در همکاری با سیا
سوقانالیان با CIA همکاری کرده بود تا ۱۰هزار قبضه اسلحه کلاشنیکف ای‌کی۴۷ را بواسطه انداختن از هواپیمای در حال پرواز به دولت پرو تحویل دهد اما تمام سلاح‌ها برعکس به دست شبیه نظامیان چپ فارک افتاد.

### ادعای استخدام برای سیا
اما برخی منابع مطرح کرده‌اند که آژانس اطلاعات مرکزی (سیا) پیش‌تر برای به قدرت رسیدن ایملدا مارکوس و فردیناند مارکوس از تبعید از سوقانالیان کمک خواسته بوده و او با سیا در عملیات‌هایی در آمریکای مرکزی، آفریقا و عراق همکاری کرده بود، و همچنین اینکه وی پس از پایان دوره ریاست جمهوری رونالد ریگان در میانهٔ جنگ ایران و عراق برای فروش اسلحه و کمک به عراق استخدام شده بود و حکومت عربستان سعودی نیز تصمیم داشت که به صدام حسین در طول جنگ کمک کند. که شامل فروش توپخانههای فرانسوی نیز می‌شد. وی همچنین طی جنگ داخلی لبنان به شبه‌نظامیان حزب فالانژ و نیروی‌های جبهه پولیساریو در موریتانی نیز سلاح فروخت. همچنین به کشورهای آمریکای لاتین، نیکاراگوئه، اکوادور و آرژانتین طی جنگ فالکلندز. وی پیش از آغاز جنگ خلیج فارس در مصاحبه‌های متعدد تلویزیونی حاضر شد و جزئیات و اطلاعات کاری که در عراق انجام داده بود را توضیح داد.